# White Light (Groove Armada)
White Light è il settimo album discografico in studio del gruppo musicale inglese Groove Armada, pubblicato nell'ottobre 2010. 

## Tracce
1. Warsaw – 5:45
2. Time & Space – 5:12
3. History – 5:37
4. Not Forgotten – 4:53
5. I Won't Kneel – 4:58
6. Look Me in the Eye Sister – 5:30
7. Paper Romance – 6:58
8. 1980 – 4:08
9. History (Love Mix) – 3:42

## Gruppo
- Andy Cato
- Tom Findlay